# LamazeP
LamazeP（日語：ラマーズP，1989年4月25日—），日本音乐家、VOCALOID制作人、词曲作者和插画家，主要使用语音合成软件初音未来创作音乐。他的血型是A型。

## 概述
2007年9月，LamazeP在视频分享网站「Niconico动画」上观看了一段使用VOCALOID的MEIKO制作的视频，由此契机认识到了同为VOCALOID的初音未来，并深深被她的声音与形象所吸引。之后一边就读于动画专门学校，一边开始发表使用初音未来创作的歌曲。
在与初音未来相遇之前，他只是用手机应用制作一些铃声（手机旋律铃声），对音乐没有接受过专门的学习，也完全不了解桌面音乐（DTM）创作。据说其创作欲望的原动力是“对Miku的爱”。
关于「ラマーズP」这个名字，是因为其作品《初音奔放曲》中使用的“ぴっぴぴぷぅ〜”这一歌词让人联想到分娩时使用的呼吸法“拉玛泽呼吸法”，因此由粉丝取了这个外号。
他从动画歌曲风格的歌曲、电波歌曲，到叙事曲等各种类型的曲风均有涉猎，同时在投稿至Niconico动画的视频中所使用的自制插画也颇受好评 。
有时也会使用语音合成软件UTAU的音源「重音Teto」，在这种情况下，他会使用「GojimajiP（ゴジマジP）」这一名义。这个名字源于2009年举办的“DIVE杯”中“DIVE自由形部门”的优胜奖品，即“使用ゴジマジP名义的权利”，而该名义的由来是“认真对待错字”。
2009年11月，他将自己在Niconico动画上发表的歌曲等作品整理成专辑《EXIT TUNES PRESENTS THE COMPLETE BEST OF ラマーズP feat. 初音ミク》，由EXIT TUNES发行。

## 外部連結
- EXIT TUNES PRESENTS THE COMPLETE BEST OF ラマーズP feat. 初音ミク （页面存档备份，存于）
- YouTube上的LamazeP頻道
- LamazeP的Niconico动画账号
- LamazeP的X（前Twitter）